# Giovanni d'Aragona (1456-1485)
Giovanni d'Aragona (Nápoles, 25 de junho de 1456 - Nápoles, 17 de outubro de 1485) foi um cardeal do século XV.

## Primeiros anos
Nasceu em Nápoles em 25 de junho de 1456. Quarto filho de Fernando I, rei de Nápoles, e de sua primeira esposa, Isabella di Chiaromonte, princesa de Taranto. Seu sobrenome também está listado como Aragón e como de Napoli. Ele foi chamado de Cardeal de Aragona.

## Vida pregressa
Protonotário apostólico 12 de julho de 1465. Abade comendador da abadia de SS. Trinità di Cava , 1465-1485. Abade comendador da abadia beneditina de Monte Cassino, 30 de agosto de 1471. Abade comendador do mosteiro cisterciense de Jesus de Nazaré, Montearagón, diocese de Huesca, 16 de novembro de 1472. Abade comendador do mosteiro beneditino de S. Benedetto, Salerno, 10 de maio de 1475. Foi também abade comendador dos mosteiros beneditinos de S. Lorenzo em Aversa e S. Maria de Pomposa, diocese de Ferrara.

## Episcopado
Nomeado administrador da sé de Tarento, com dispensa de idade, em 10 de novembro de 1477; ocupou o cargo até sua morte.

## Cardinalato
Criado cardeal diácono no consistório de 10 de dezembro de 1477; publicado com a diaconia de S. Adriano em 12 de dezembro de 1477; o papa enviou-lhe o chapéu vermelho em Nápoles, três meses depois, com uma embaixada especial. Entrou em Roma em 10 de dezembro de 1478 pela porta de Latrão. Administrador da Sé de Badajoz, 20 de janeiro a 14 de maio de 1479. Legado a latere na Hungria, 10 de abril de 1479; saiu de Roma de S. Maria del Popolo no dia 31 de janeiro; retornou de sua legação em 31 de agosto de 1480 e foi recebido em consistório público. Optou pela ordem dos cardeais sacerdotes e sua diaconia de S. Adriano foi elevada pro illa vice ao título, em 14 de janeiro de 1480. Administrador da sé metropolitana de Cosneza, em 14 de novembro de 1481; ocupou o cargo até sua morte. Depois de se ausentar de Roma, voltou de Nápoles em 14 de fevereiro de 1482; partiu novamente para Nápoles, em 23 de abril de 1482. Não tocou em nenhuma receita do Sagrado Colégio dos Cardeais até 1º de novembro de 1482. Administrador da Sé Metropolitana de Salerno, em 13 de janeiro de 1483; e da sé metropolitana de Esztergom, 20 de dezembro de 1483; ocupou ambos os cargos até sua morte. Retornou a Roma em 30 de agosto de 1483. Optou pelo título de S. Sabina, em 10 de setembro de 1483. Legado na Hungria e na Alemanha, em 10 de setembro de 1483; partiu para sua legação logo depois; retornou de sua legação e de Nápoles, em 19 de agosto de 1484, para participar do conclave de 1484 , que elegeu o Papa Inocêncio VIII; apoiou a eleição do Papa Inocêncio VIII; recebeu despachos do duque Alfonso di Calabria e do regente de Milão, Ludovico Sforza, dirigidos a ele e ao cardeal Ascanio Sforza para excluir certos cardeais do pontificado; foi o primeiro exemplo na história de uma "exclusividade secular". Optou pelo título de S. Lorenzo em Lucina, mantendo comenda o título de S. Sabina, 1484. Governador e vice-rei da província de Bari em nome de seu pai, o rei; seu pai o enviou ao papa no início de outubro de 1485 para obter seu apoio; chegou a Roma no momento de uma grave epidemia que o atacou e a duas pessoas da sua comitiva; ele morreu de febre (1) . O Papa Inocêncio VIII chamou-o de vir auctoritatis magnæ .
Morreu em Nápoles em  17 de outubro de 1485. Sepultado na basílica de S. Sabina, Roma